# Pipa

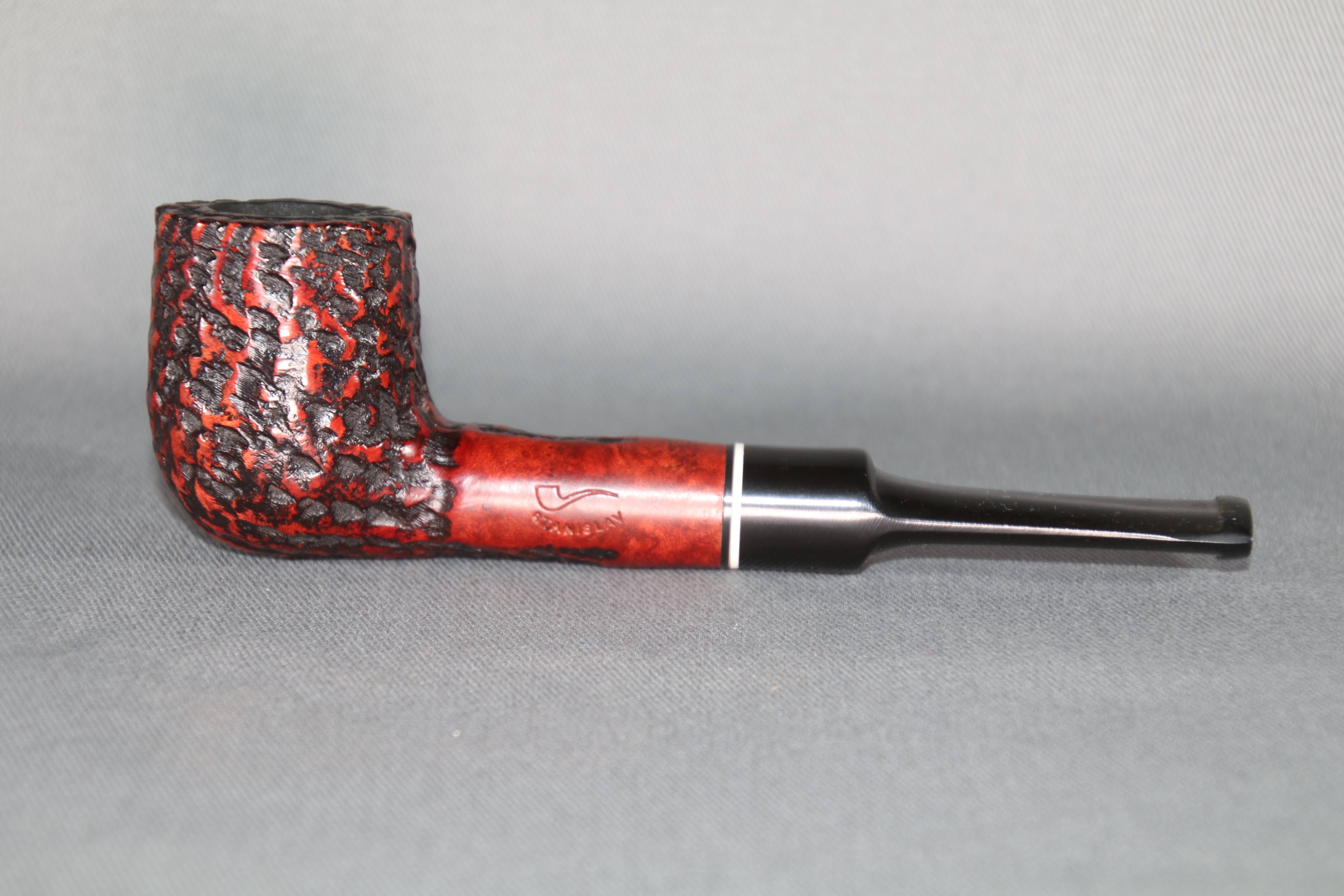
Una pipa

La pipa è un oggetto di tradizione antichissima, utilizzato per fumare tabacco o altre erbe.
L'espressione fumare la pipa è usata per indicare l'appagamento personale di gusto e olfatto, appagamento ricavato dalla preparazione, la combustione, l'aspirazione e l'assaporamento delle diverse varietà e miscele di tabacco disponibili.

## Storia

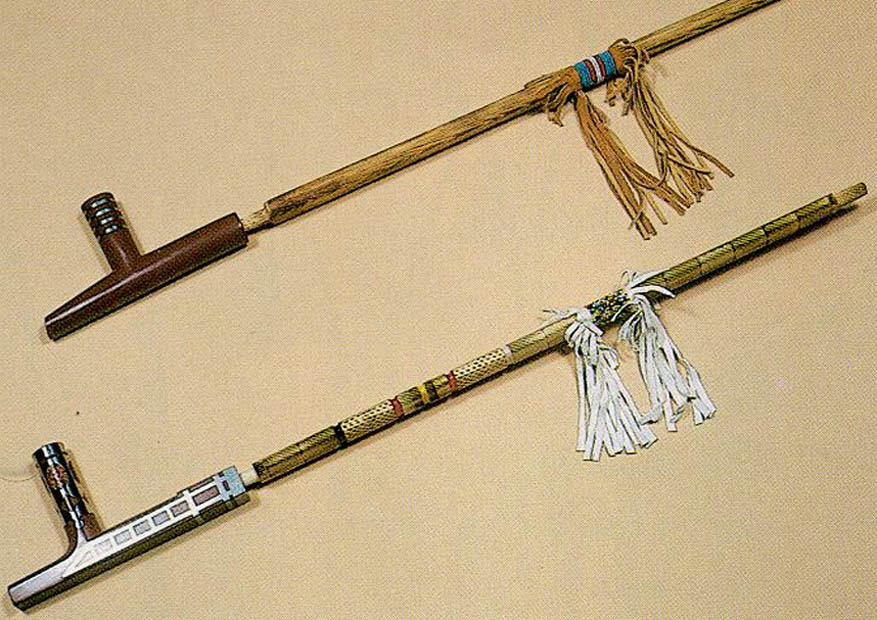
Pipe cerimoniali dei nativi americani

La datazione dei più antichi ritrovamenti di pipe europee è stata oggetto di un acceso dibattito fin dal XIX secolo. Se un oggetto di Bad Abbach, Bassa Baviera, risalente all'età del bronzo medio (1600-1300 a.C.) sia effettivamente una pipa da fumo è altamente dubbio, infatti il tabacco, come pianta del Nuovo Mondo, non era presente in Europa a quel tempo, e si presume che fosse probabilmente utilizzato per fumare frutta, erbe essiccate o canapa.
Il più antico ritrovamento noto di un oggetto sicuramente utilizzato per fumare tabacco proviene dall'isola di Marajó, alla foce del Rio delle Amazzoni.e risale al XV secolo a.C. Oggetti simili a pipe erano noti anche in Medio Oriente a quel tempo, dove probabilmente venivano usati per consumare canapa o oppio.

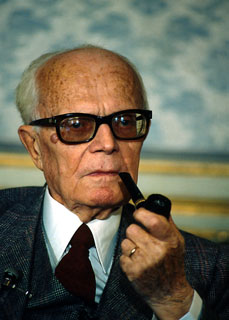
Sandro Pertini, Presidente della Repubblica Italiana dal 1978 al 1985, famoso fumatore di pipa

Il monaco spagnolo Román Pané, che accompagnò Colombo nel suo secondo viaggio, descrisse nel 1496 la pipa da tabacco a due punte che aveva visto tra gli abitanti di Santo Domingo. L'uso della pipa per fumare il tabacco era diffuso tra i nativi americani e faceva già parte della loro tradizione culturale, spesso associato ad elementi cerimoniali. Le pipe di quel tempo erano solitamente fatte di legno, corno, pietra o ceramica. La pipa della pace è ancora oggi un simbolo comunemente utilizzato per la risoluzione delle controversie. In passato, era chiamata "pipa sacra" e veniva utilizzata per la preghiera da diversi gruppi etnici nativi americani e veniva fumata anche per concludere la pace, per suggellare amicizie e durante negoziazioni, accordi commerciali e trattati.
I colonizzatori europei ne importarono l'uso in Europa assieme al tabacco nel corso del XVI secolo, incontrando una immediata popolarità ed ampia diffusione.. Altre tradizioni nell'uso della pipa ebbero influenza molto minore, come quella delle pipe da oppio asiatiche (con cui gli Europei vennero a contatto solo successivamente) o quella, poco conosciuta, delle riamba africane.
La forma tipica della pipa è cambiata significativamente rispetto alle lunghe e sottili pipe dei nativi americani. La pipa da tabacco è diventata più corta e piccola, con un fornello più grande, un cannello più corto e un bocchino curvo. La forma che conosciamo oggi è in uso solo a partire dal XVIII secolo. Le pipe di terracotta sono rimaste lo strumento più comune per fumare tabacco fino all'inizio del XIX secolo e possono essere datate con estrema precisione grazie ai marchi o alle iscrizioni su di esse, diventando quindi un utile strumento di datazione in uno scavo archeologico.
Le pipe maggiormente utilizzate al giorno d'oggi sono quelle in legno, grazie alla durabilità di questi oggetti, infatti questo materiale è molto difficile da rompere e in più non conferisce un sapore molesto al tabacco. Fra il 1700 e il 1800 vennero sperimentate pipe in molte varietà di legni, finché nel 1850 venne creata la pipa in radica di erica, che si è imposto come standard nel XX secolo.

## Descrizione

Componenti della pipa: 1) fornello, 2) camera di combustione, 3) foro di aspirazione, 4) cannello, 5) foro di innesto del bocchino, 6) tenone, 7) e 8) bocchino, 9) poggialabbra, 10) foro di uscita del fumo

### Componenti
La pipa generalmente è composta da una camera dove avviene la combustione (il fornello), da un sottile stelo forato (il cannello) e da una parte terminale, che il fumatore porta alla bocca, chiamata bocchino. Esso si inserisce nel cannello tramite il tenone. Un tempo il bocchino era fatto di gomma naturale (ebanite), ma oggi è solitamente realizzato in acrilico, più resistente al calore, e viene inserito nel bocchino.
Il bocchino della pipa è spesso progettato in modo da poter inserire un filtro tra il braciere e il bocchino, il materiale filtrante più diffuso è il carbone attivo. Tuttavia, sono disponibili anche pipe senza filtro. Vi sono anche alcuni produttori che producono filtri speciali per pipe altrimenti senza filtro. 

### Accessori
- Curapipe. Il curapipe è uno strumento spesso metallico generalmente composto da tre componenti:
  - pressa o pigino;
  - alesatore;
  - spillone o ago.
- Scovolino. Lo scovolino è una lunga spazzola flessibile usata per pulire l'interno del cannello e del bocchino, per permettere sempre un buon tiraggio.

### Materiali di fabbricazione
I materiali con i quali può essere costruita una pipa sono molteplici, i più comuni sono: radica di erica arborea, schiuma di mare (sepiolite), argilla, ciliegio o marasco, ulivo, zucca, pannocchia di mais e altri materiali. Le pipe di vetro sono diventate anche una forma di espressione artistica, sebbene siano raramente usate per fumare del tabacco.

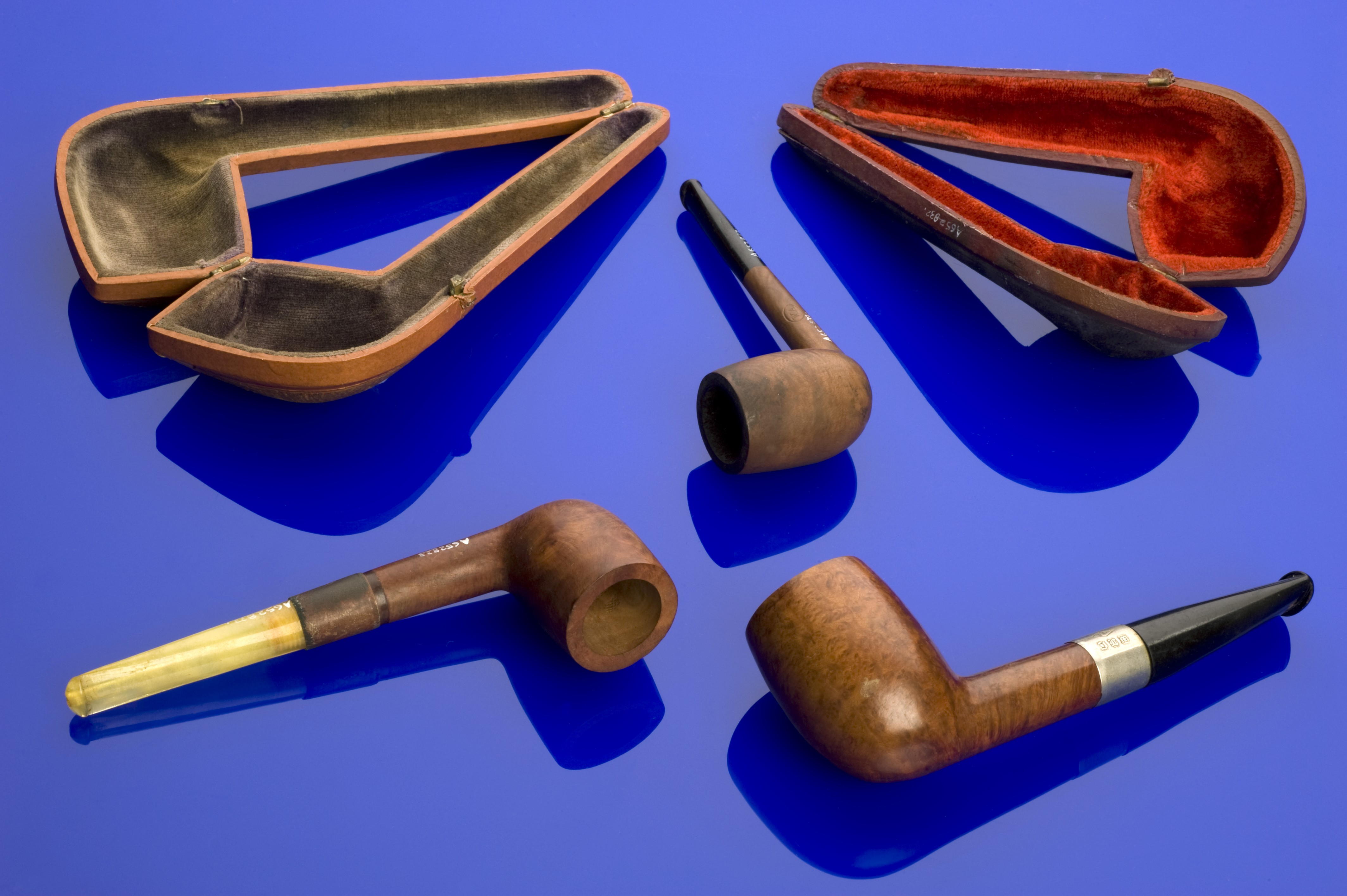
Pipe da tabacco in legno di radica

- Pipe da tabacco in legno di radicaPipe in radica: sono formate da radica di erica arborea, la quale si trova in tutto il Mediterraneo. La radica più famosa proviene dalla Grecia e dall'Italia. È la tipologia di materiale più diffusa tra le pipe di qualità sia per il valore estetico sia per la funzionalità. Il legno è infatti un buon isolante termico che contribuisce a mantenere bassa la temperatura esterna del fornello, e la radica arborea è un legno particolarmente duro e compatto che, una volta formatosi un sottile strato carbonizzato all'interno del fornello, resiste bene nel tempo alla combustione del tabacco ed agli urti. Come tutte le pipe in legno richiede una manutenzione periodica attenta ed un periodo di riposo, idealmente di alcuni giorni, tra una fumata e l'altra.

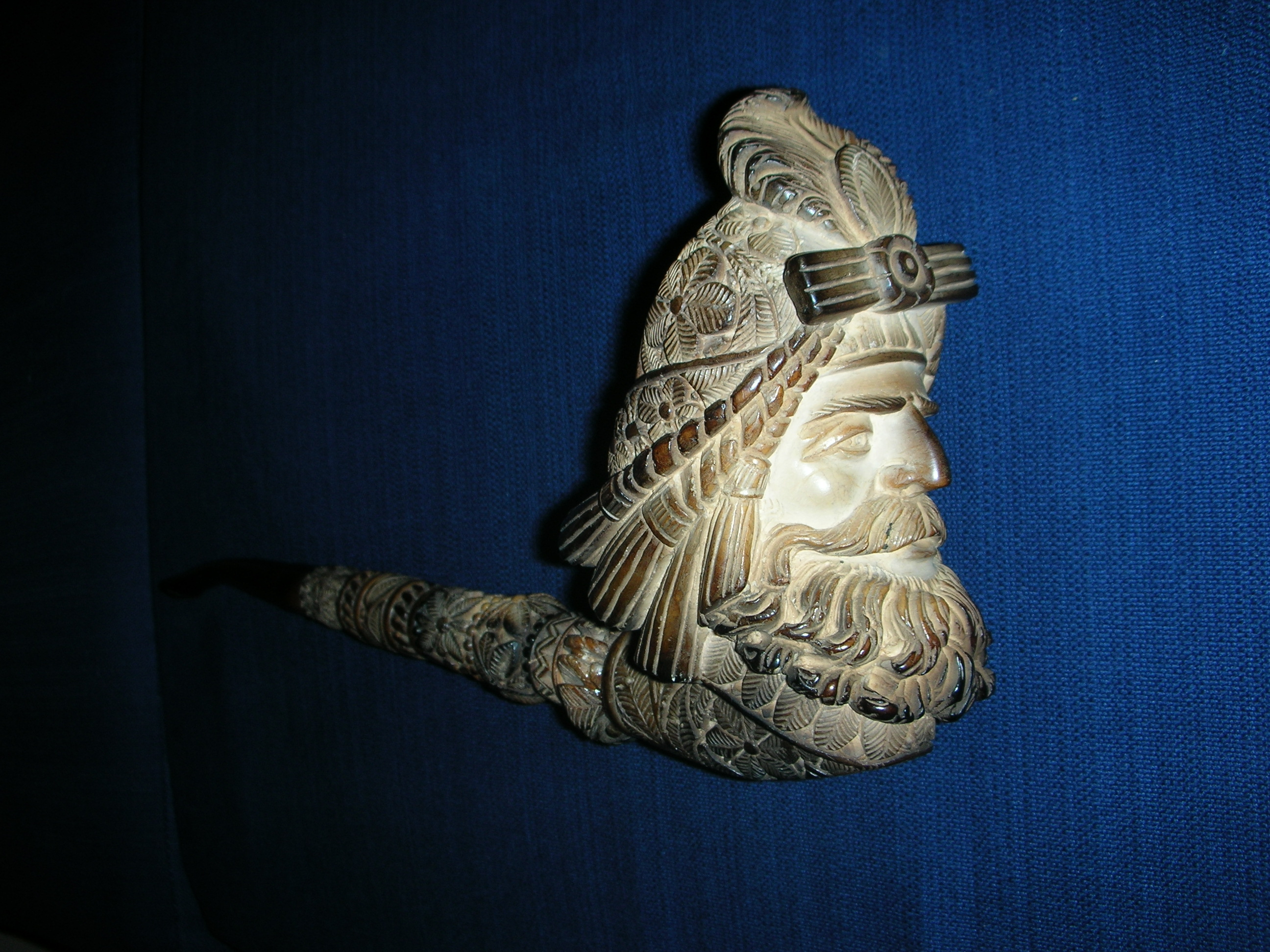
Pipa di schiuma (sepiolite) proveniente dalla Turchia.

- Pipa di schiuma (sepiolite) proveniente dalla Turchia.Pipe di sepiolite o pipe Meerschaum: sono prodotte in schiuma di mare (ovvero silicato idrato di magnesio), un minerale che si trova soprattutto in Turchia. La schiuma è molto porosa e non condiziona assolutamente il gusto del tabacco, ed ha buona capacità isolante termica. Essendo un materiale facilmente lavorabile, spesso viene intagliato anche in disegni molto elaborati. Con l'uso il colore del materiale passa progressivamente dal bianco candido iniziale a tonalità ambrate, più scure, a partire dalla zona dell'apertura del fornello. Lo svantaggio principale è la fragilità del materiale, che si scheggia o rompe con relativa facilità in caso di cadute o urti violenti.

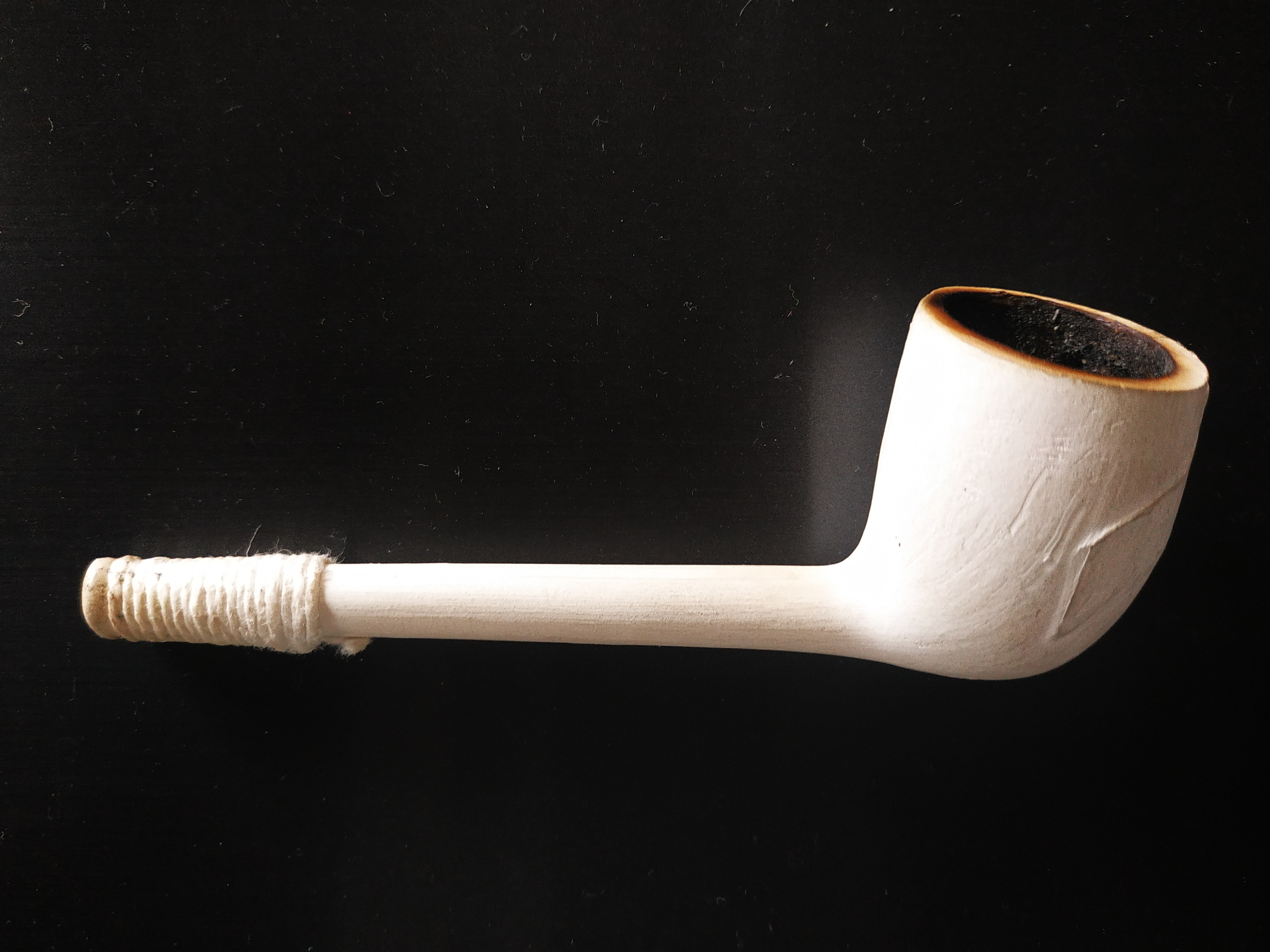
Una pipa di terracotta.

- Una pipa di terracotta.Pipa in terracotta o chioggiotta. Poco isolanti termicamente e molto fragili, al di fuori di una ristretta cerchia di estimatori legati a tradizioni locali costituisce oramai una tipologia di pipa poco diffusa e destinata prevalentemente al mercato degli oggetti ricordo turistici.
- Pipa di gesso: diffuse tra XVII e XIX secolo soprattutto tra i marinai, dato lo scarso valore del materiale con cui venivano fabbricate. Hanno caratteristiche simili alle pipe in schiuma di mare, ma ancora più fragili. Oggi sono piuttosto rare e le più conosciute sono le “genovesine”.

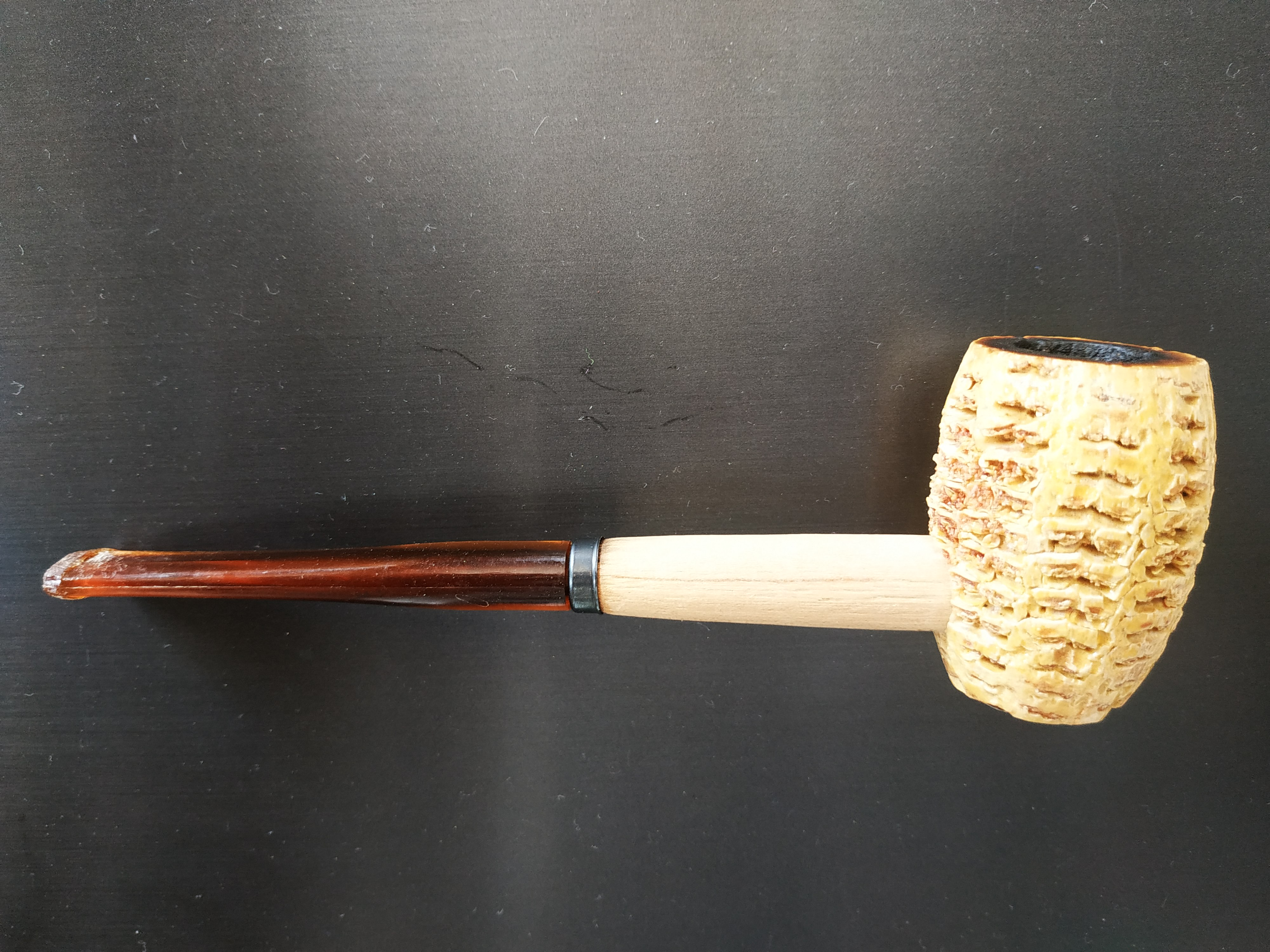
Una pipa di pannocchia.

- Una pipa di pannocchia.Pipa di pannocchia: è conosciuta anche sotto il nome di "corn cob", è ricavata da un tipo di granturco che cresce solamente nel Missouri. È una pipa economica ma poco durevole, facile da realizzare direttamente dagli stessi utilizzatori. Pochissimo diffusa al di fuori degli Stati Uniti meridionali, la combustione del materiale altera in modo notevole l'aroma del tabacco.

- Pipa allutonada: tipica della Sardegna, era inizialmente la pipa usata dai pastori. Queste pipe si contraddistinguono per materiali e lavorazione grezzi, per la presenza di un lungo cannello di legno e di un fornello spesso molto ravvicinato al cannello e parallelo allo stesso.Una pipa chioggiotta.

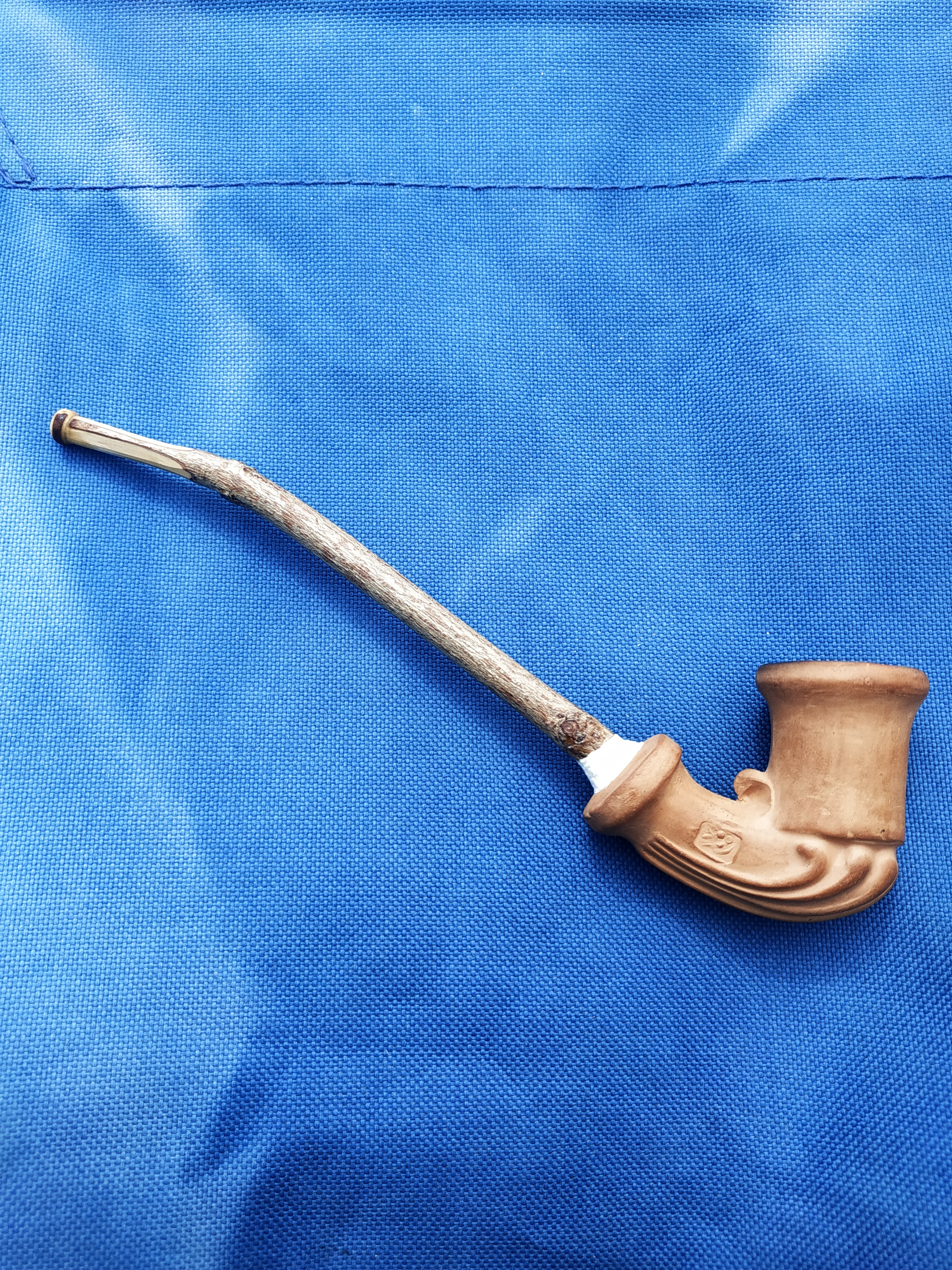
Una pipa chioggiotta.

- Pipa Falcon: si caratterizza per il sottile cannello di metallo, che può essere di diverse forme e misure, completato da elementi di rinforzo laterali distanziati, sul quale è avvitato il fornello di radica. Il cannello metallico raffredda il fumo, e consente di cambiare velocemente il fornello che può essere riutilizzato subito per un'altra fumata, senza necessità di fare raffreddare la pipa. Tuttavia il cannello metallico tende a condensare il vapore, favorendo una maggiore formazione di acquerugiola.Pipa Calabash, caratteristica del personaggio di Sherlock Holmes nell'iconografia classica.

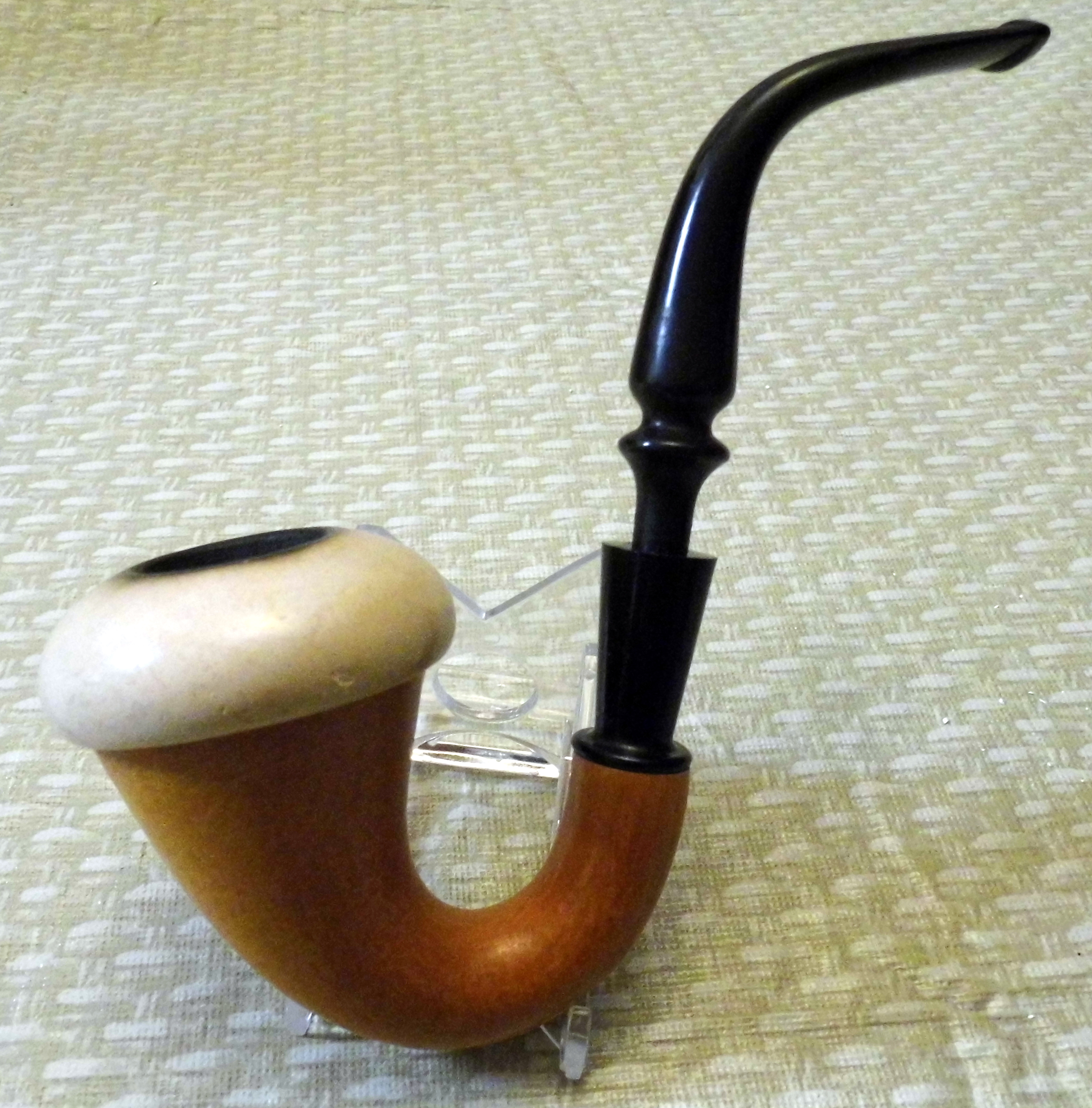
Pipa Calabash, caratteristica del personaggio di Sherlock Holmes nell'iconografia classica.

- Pipa Calabash: è caratterizzata dalle curve molto pronunciate del bocchino (il cannello è quasi parallelo all'altezza del fornello) e da un grande fornello conico fortemente arcuato, tradizionalmente ricavato da una zucca essiccata, sul quale è innestato a pressione un fornello di ceramica. La si identifica generalmente come la pipa di Sherlock Holmes. Anche il colonnello Hans Landa nel film Bastardi senza gloria di Quentin Tarantino fuma una pipa di questo tipo in alcune scene. L'isolamento termico è ottimo ed il fornello in ceramica è facile da pulire e non influenza l'aroma del tabacco, ma il notevole ingombro ne rende problematico il trasporto.
- Pipa Bog Oak: conosciuta in gergo anche come "morta", viene modellata da un semifossile di quercia che viene raccolto in fiumi, laghi o canali. Tra le più famose si trovano quelle irlandesi, bretoni, tedesche, ucraine e della Louisiana.
- Pipa in olivo: può essere di varie forme e misure, ma è caratterizzata da un colore chiaro e un sapore dolciastro alla fumata per via del materiale di cui sono composte, che essendo legno relativamente tenero rispetto alla radica tende a bruciare maggiormente durante l'uso, alterando il sapore del tabacco e comportando anche una durata nel tempo piuttosto limitata.
- Pipa in ginepro: è caratterizzata da una fumata molto aromatica, con caratteristiche di alterazione dell'aroma del tabacco e scarsa resistenza analoghe alle pipe in olivo. Queste pipe sono poco comuni per via della scarsità della materia prima.
- Pipa in Marasca: comunemente note anche come pipe in ciliegio. Anche esse hanno caratteristiche analoghe alle pipe in olivo.
- Pipe giapponesi (Kiseru): si tratta di pipe molto sottili con fornello piccolissimo. Una pipa giapponese è composta da tre parti: il piccolo fornello in metallo, la prima parte del cannello in legno o più spesso in bambù (chiamata Kiseru-jutsu) e il bocchino in metallo. Vengono utilizzate praticamente solo in Giappone in un contesto tradizionale, per fumare il tabacco kizami, caratterizzato da una particolare trinciatura sottile come capelli.
- Pipa in Acciaio/Titanio: Un nuovo tipo di pipa, molto robusta e pratica, lavabile in acqua e che non condiziona assolutamente il gusto del tabacco. L'isolamento termico è ovviamente limitato, se non in modelli dotati di intercapedine.
- Pipa in ceramica: molto diffusa nelle zone dell'Europa centro-settentrionale, ha un'ottima neutralità rispetto all'aroma del tabacco ed una estrema facilità di manutenzione. È però caratterizzata da un pessimo isolamento termico, anche nei modelli con intercapedine, e la mancanza di isolamento favorisce una cospicua formazione di acquerugiola. I modelli più curati hanno spesso un coperchio metallico incernierato, spesso di fattura molto elaborata.

### Forme delle pipe

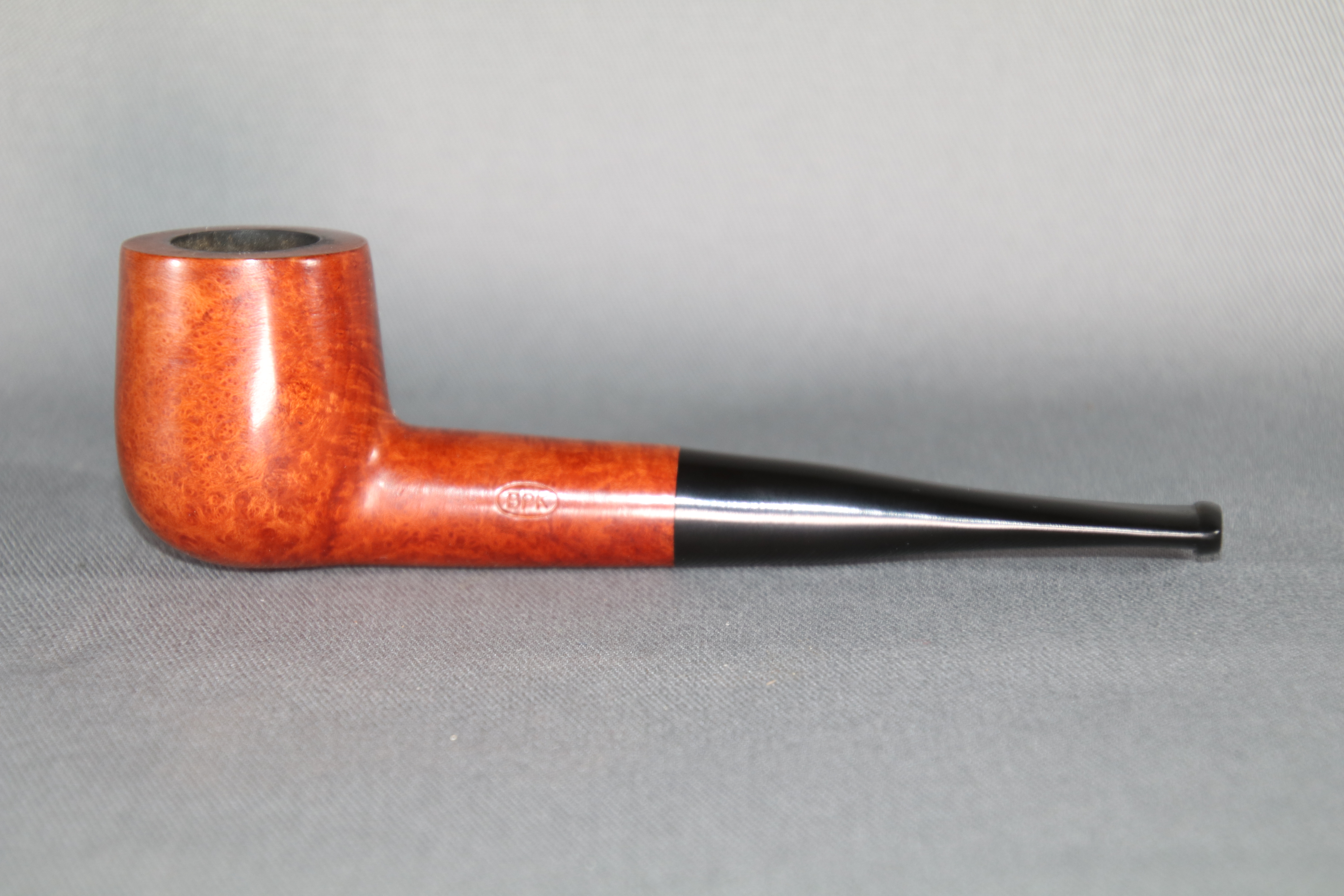
Billiard
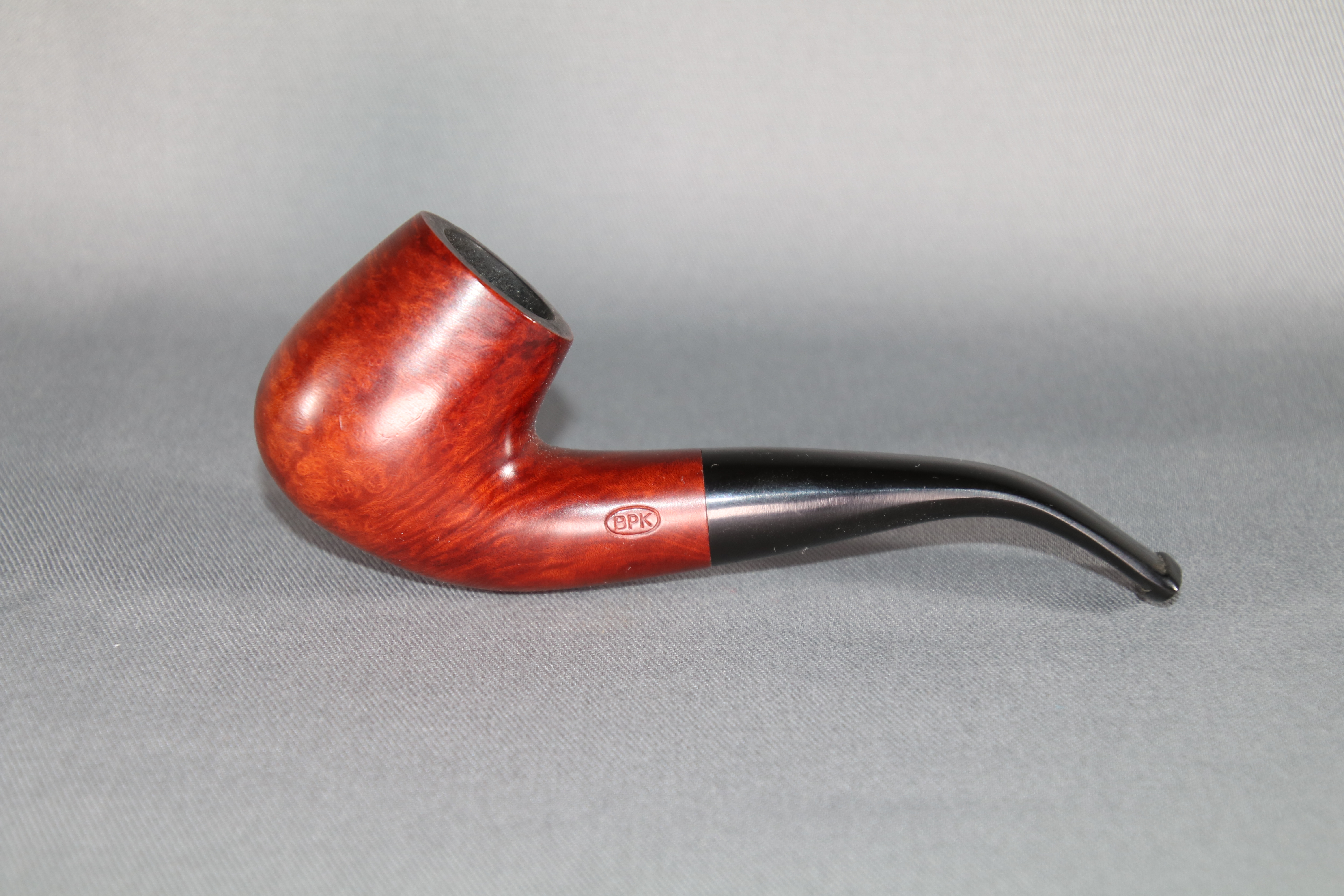
Bent (Billiard)
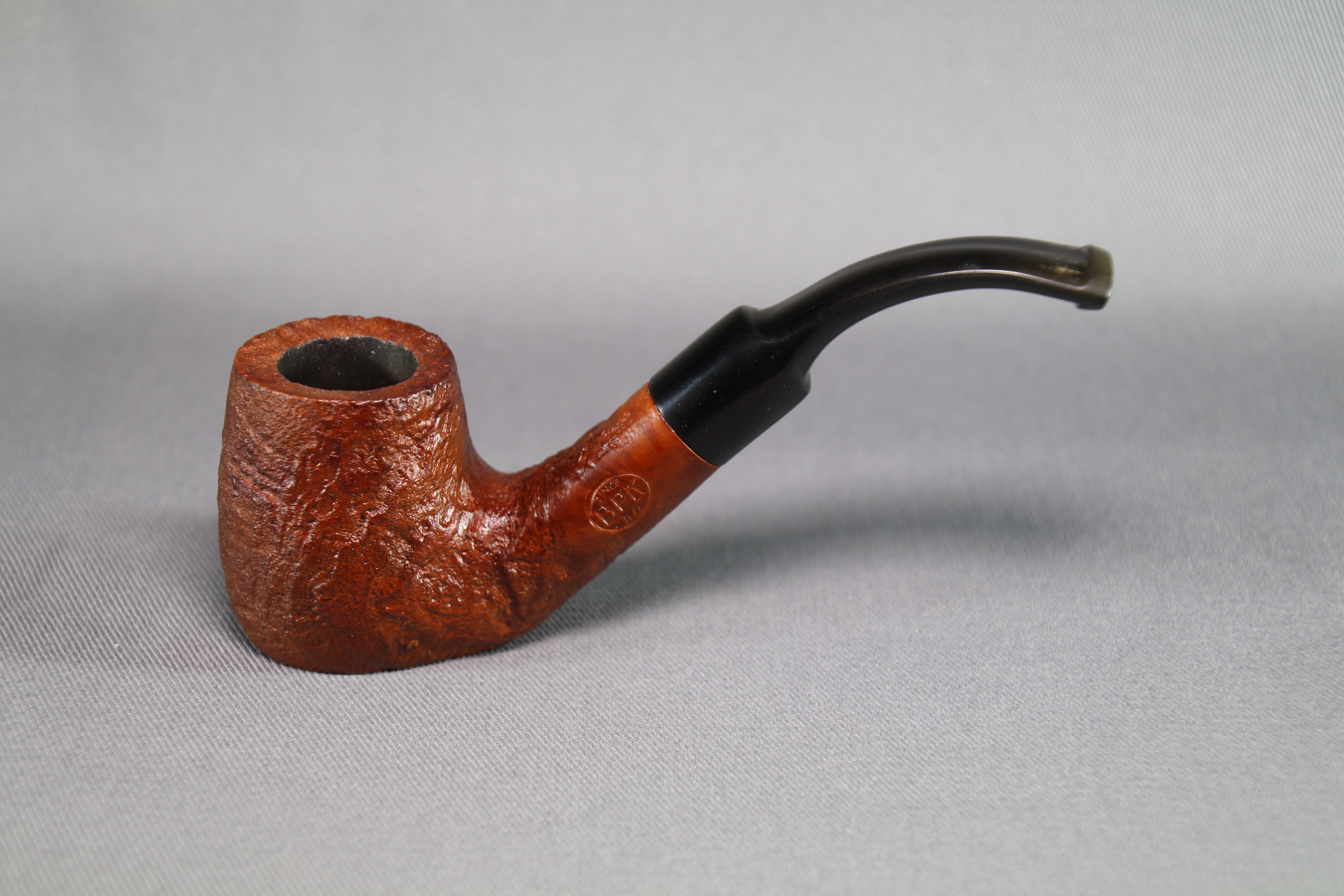
Sitter
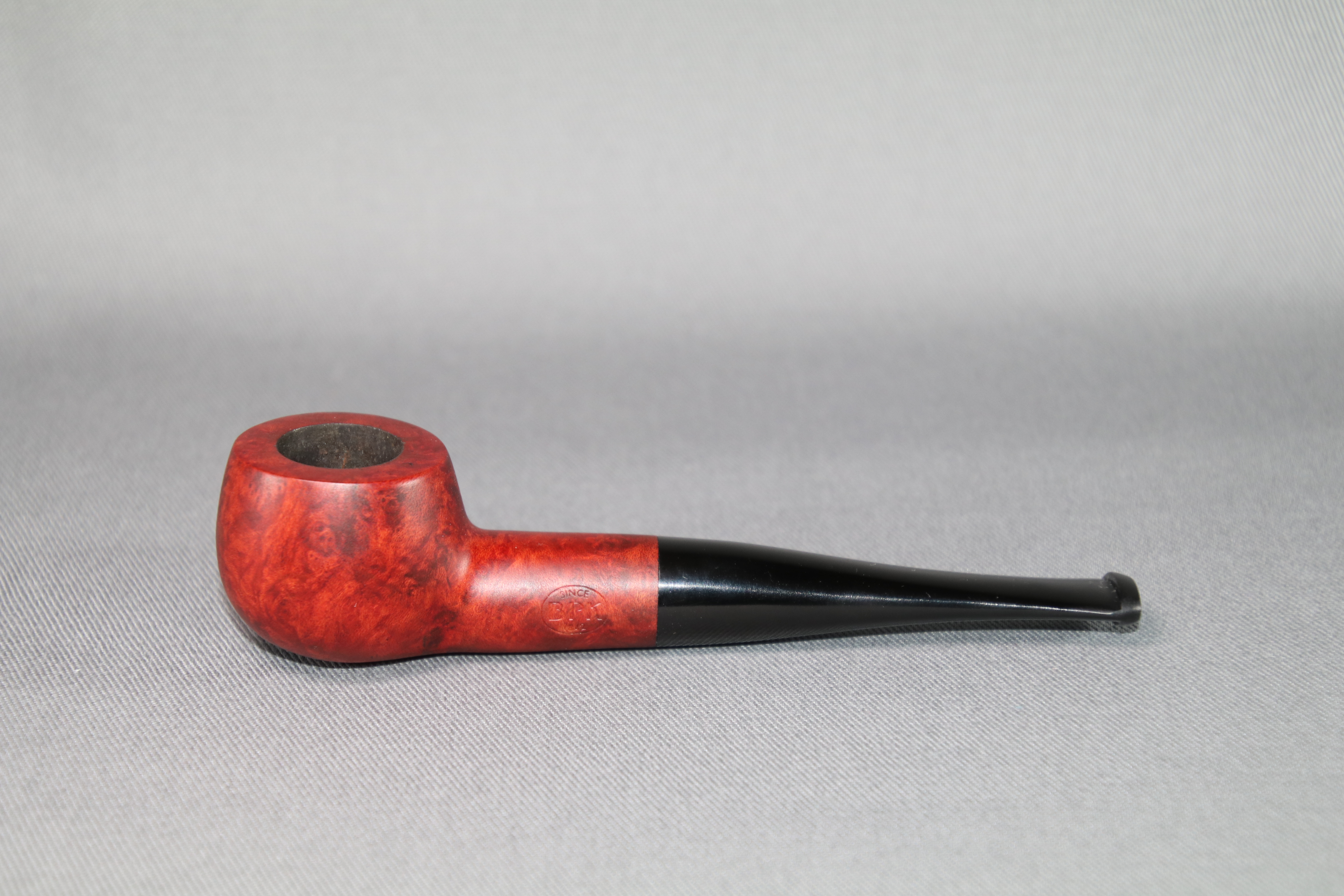
Pot
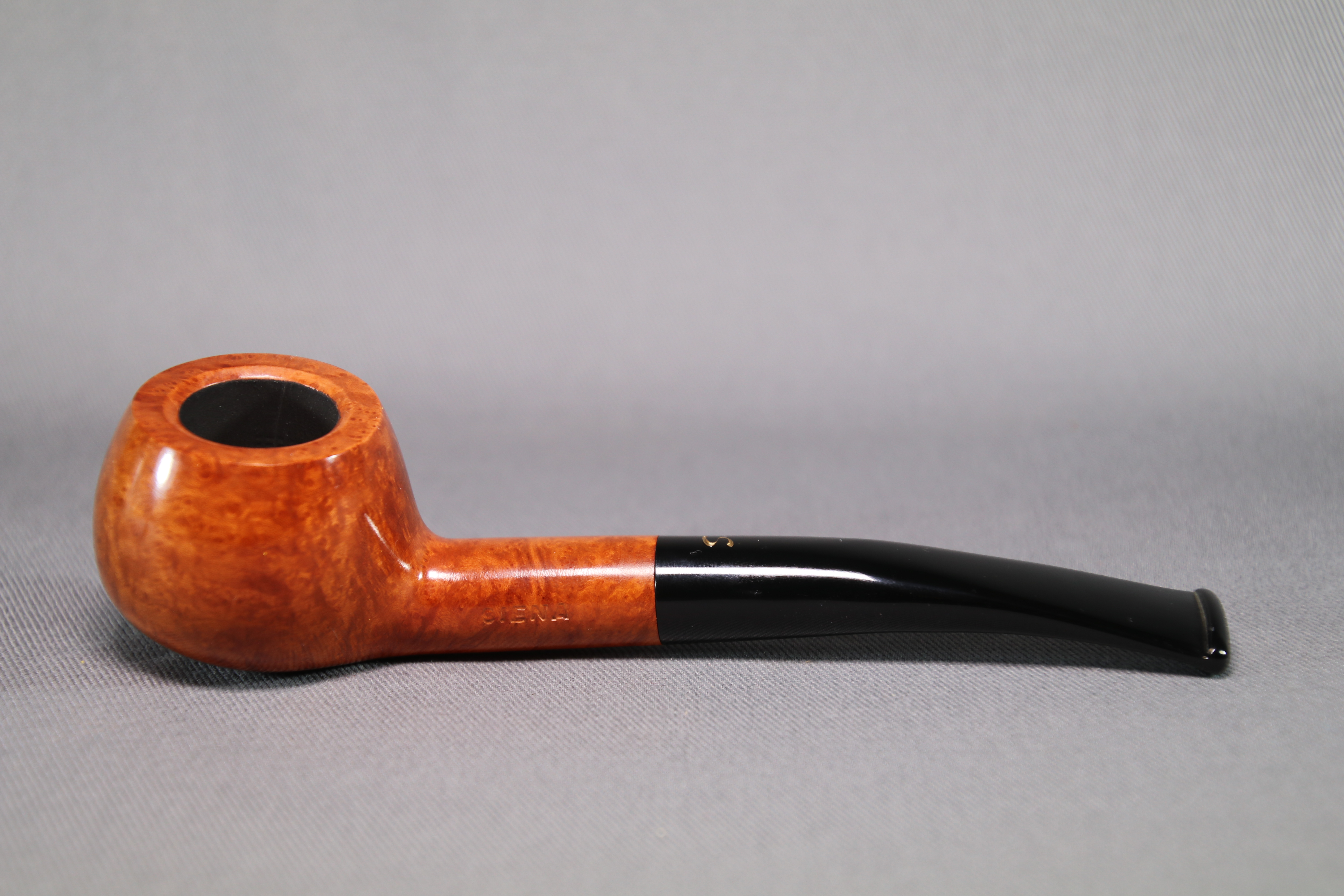
Prince
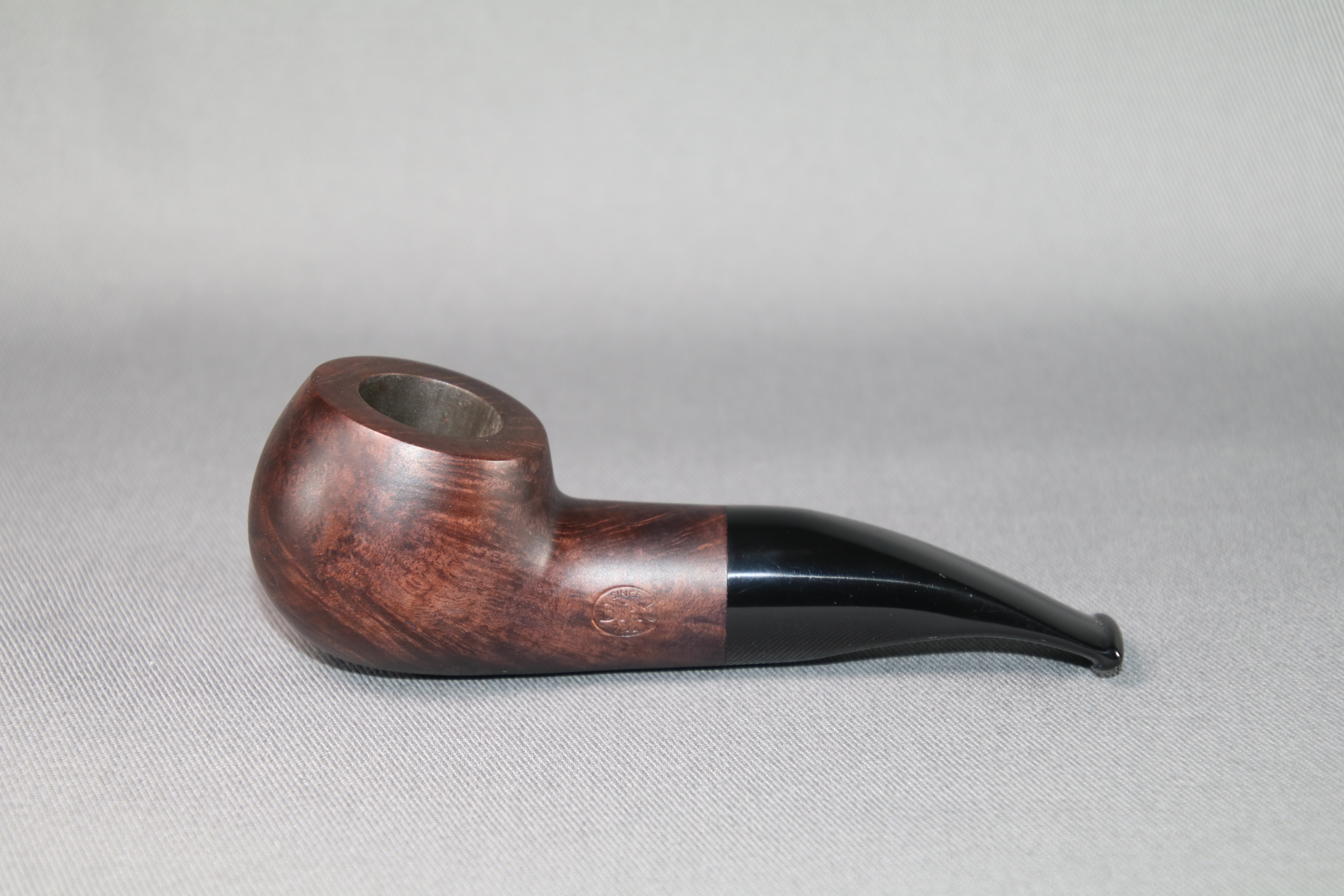
Author (specifically "Czech Bulldog")
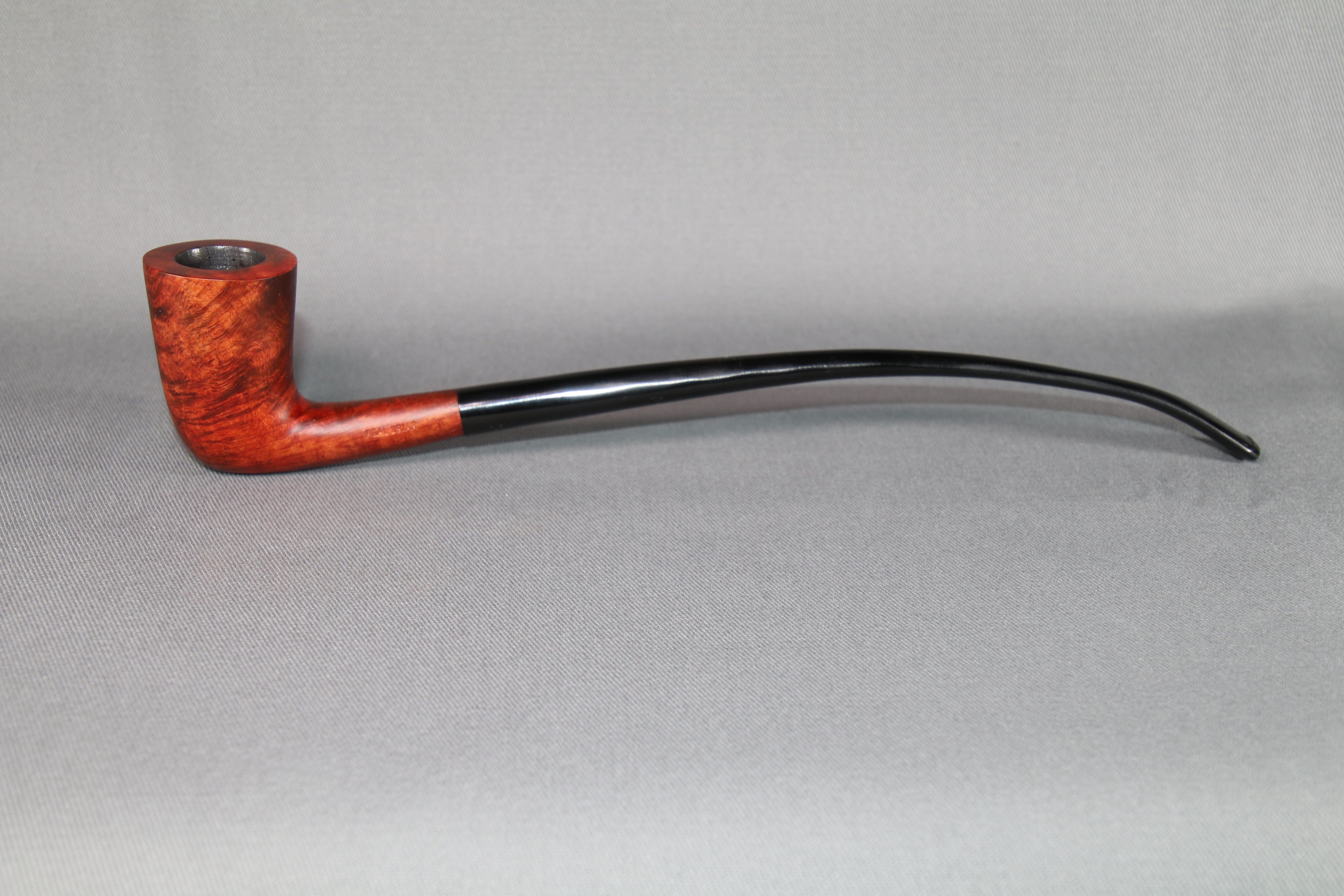
Churchwarden
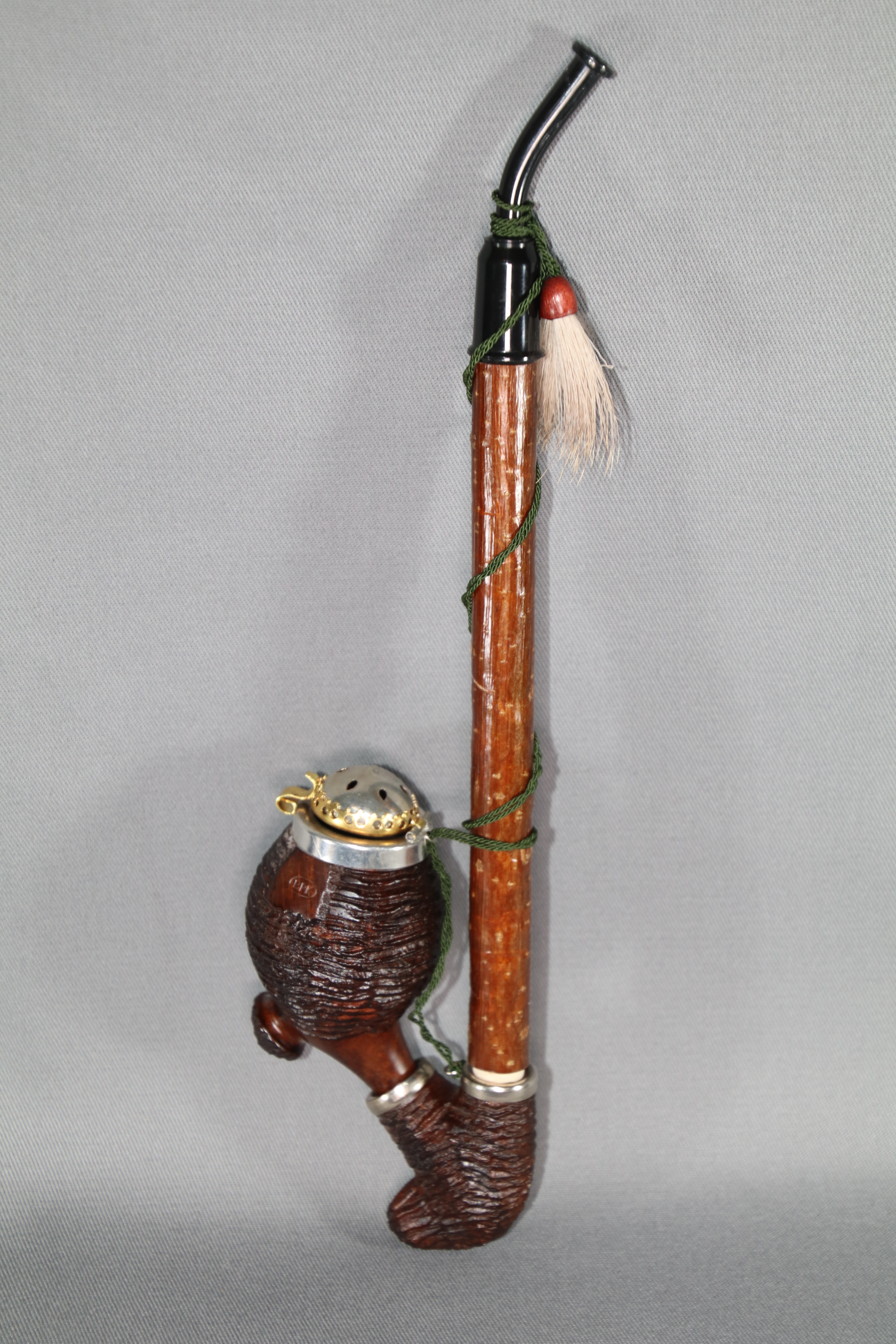
Tyrolean
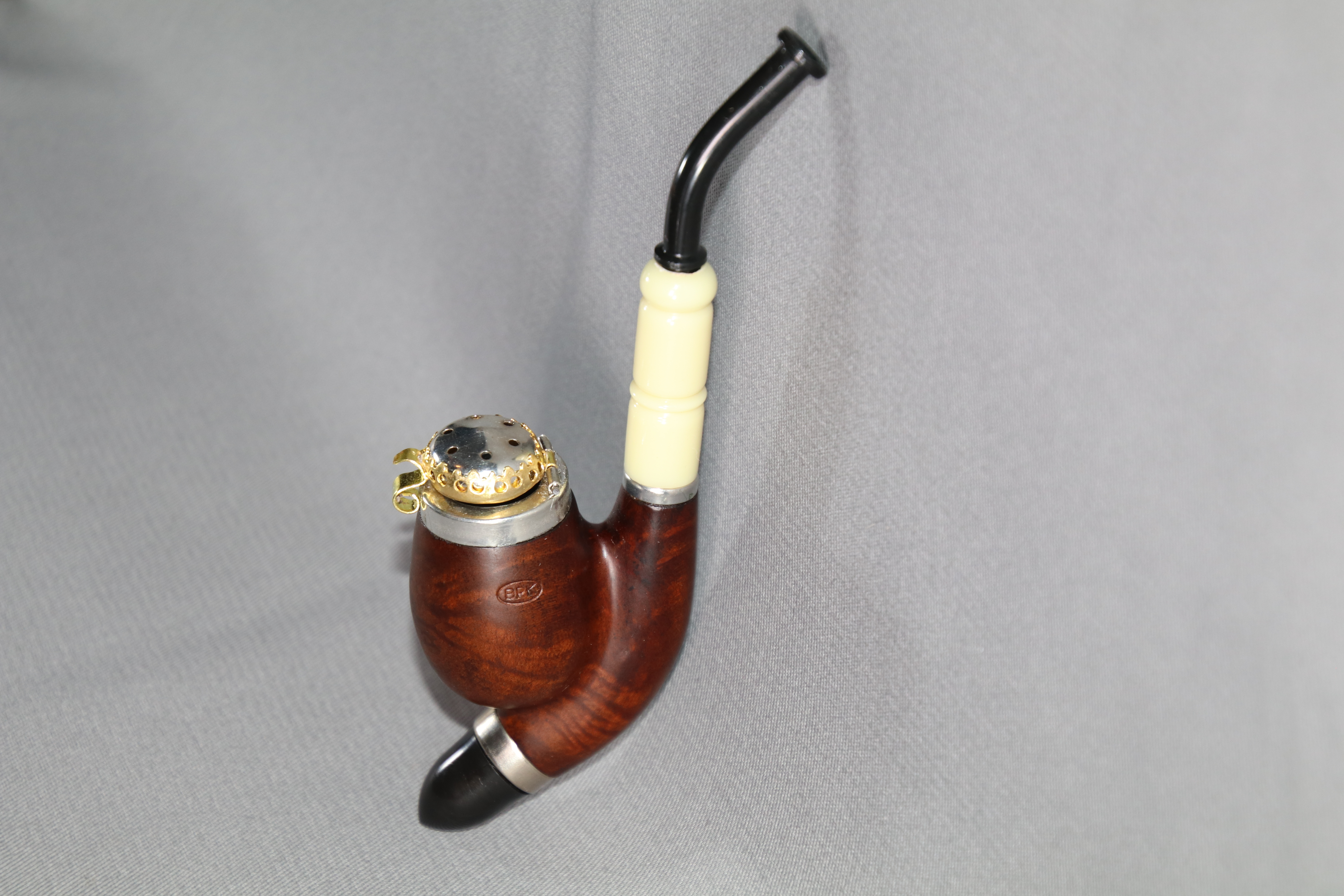
Cavalier
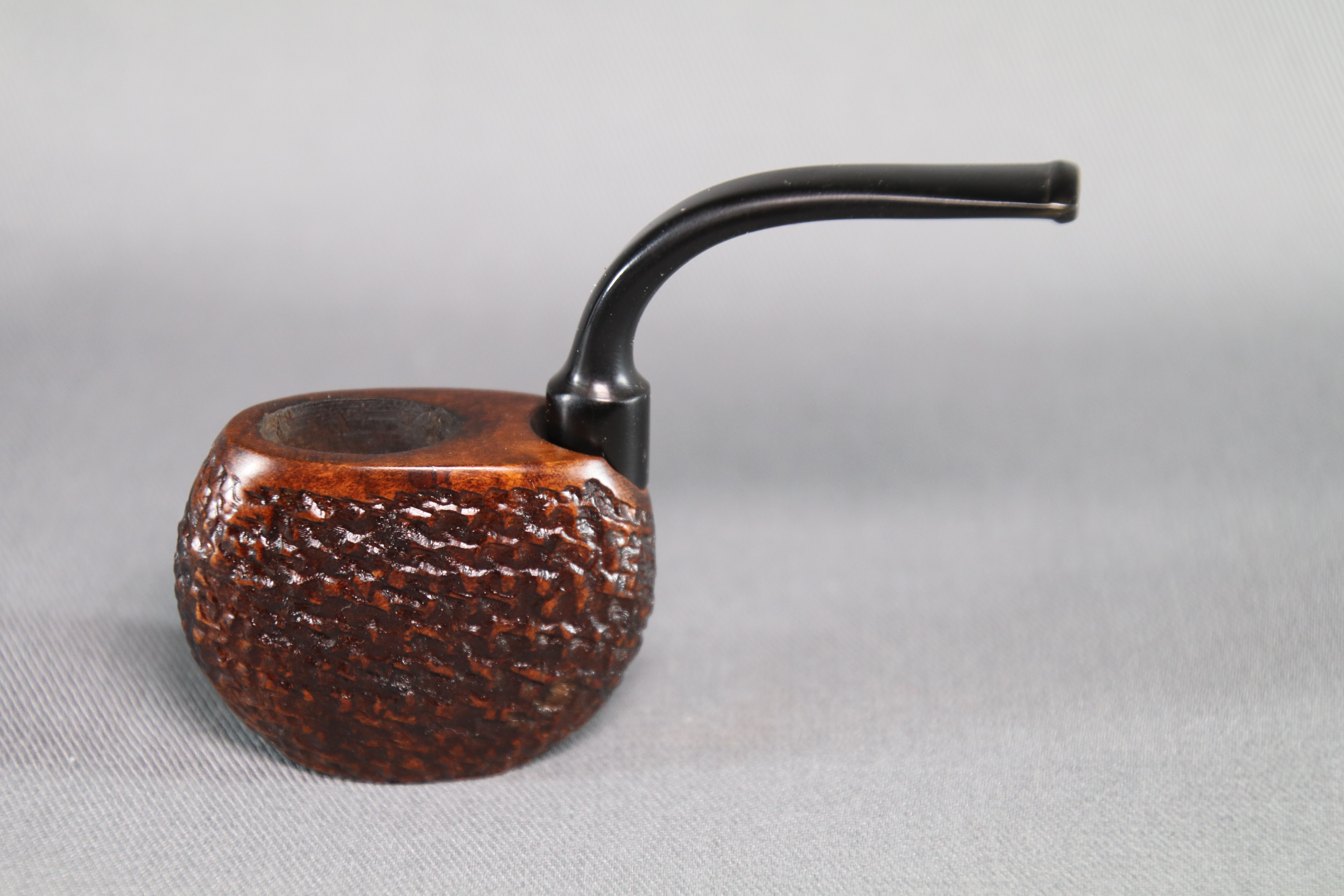
Vest Pocket
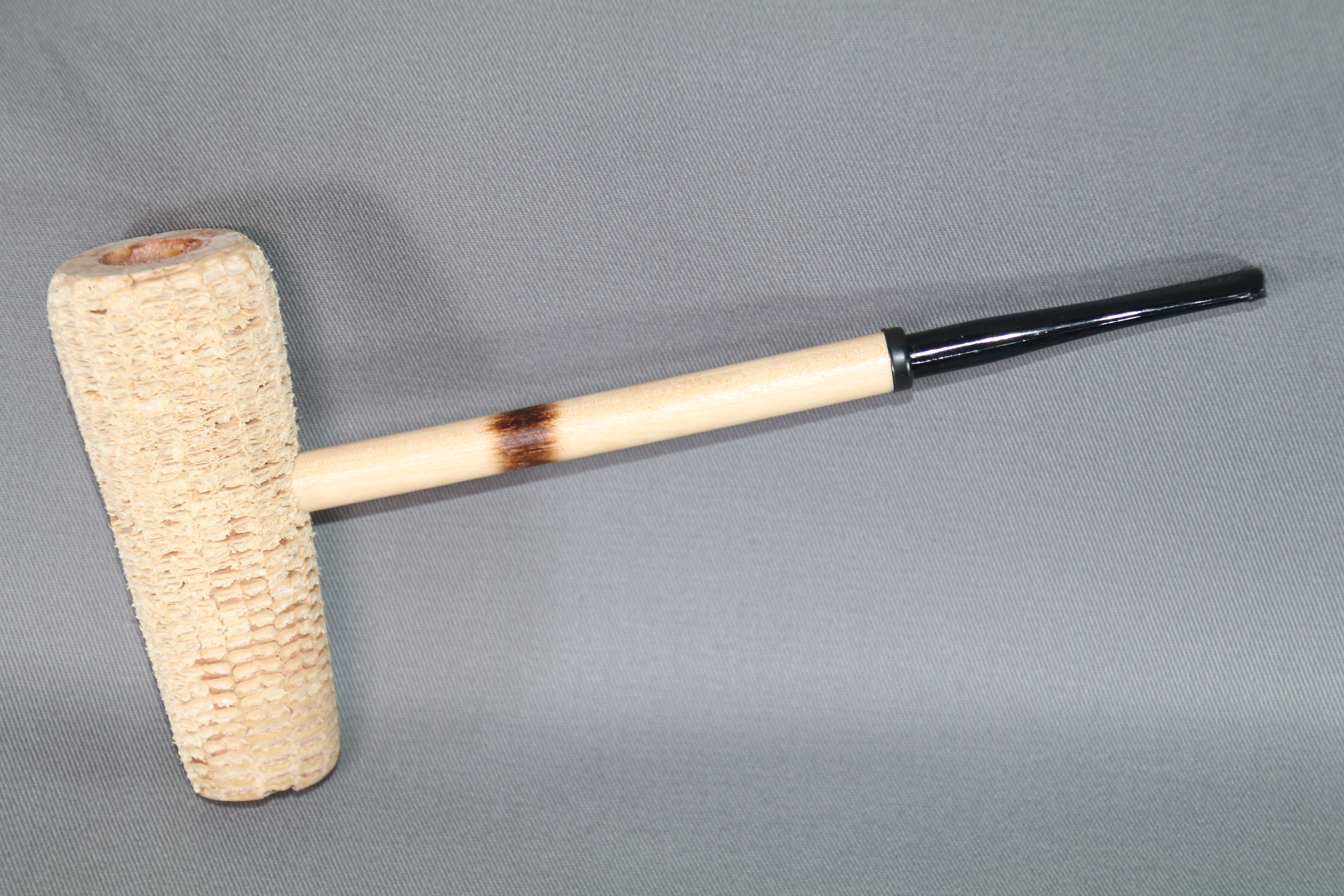
MacArthur

#### Tipi di finitura

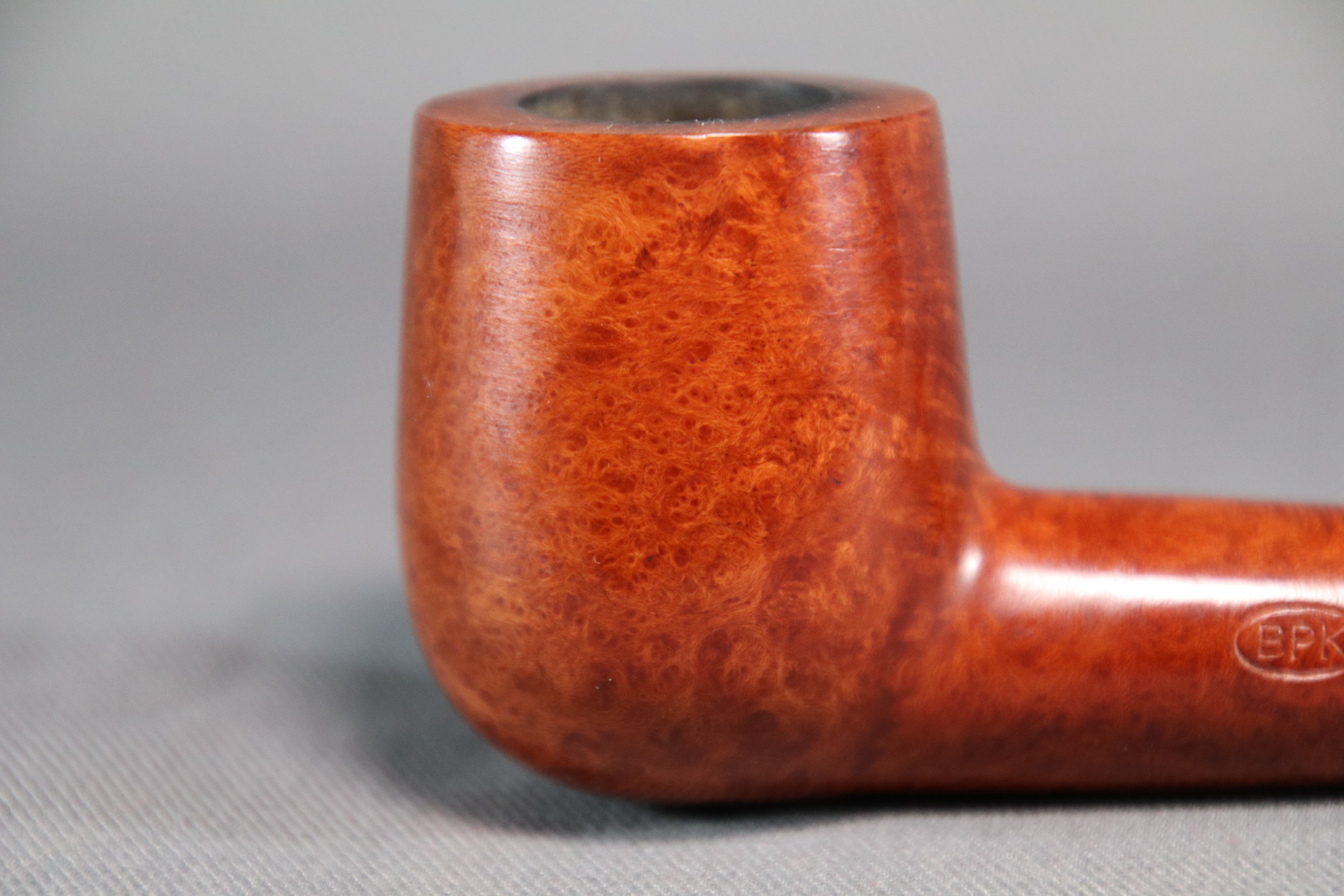
Liscia
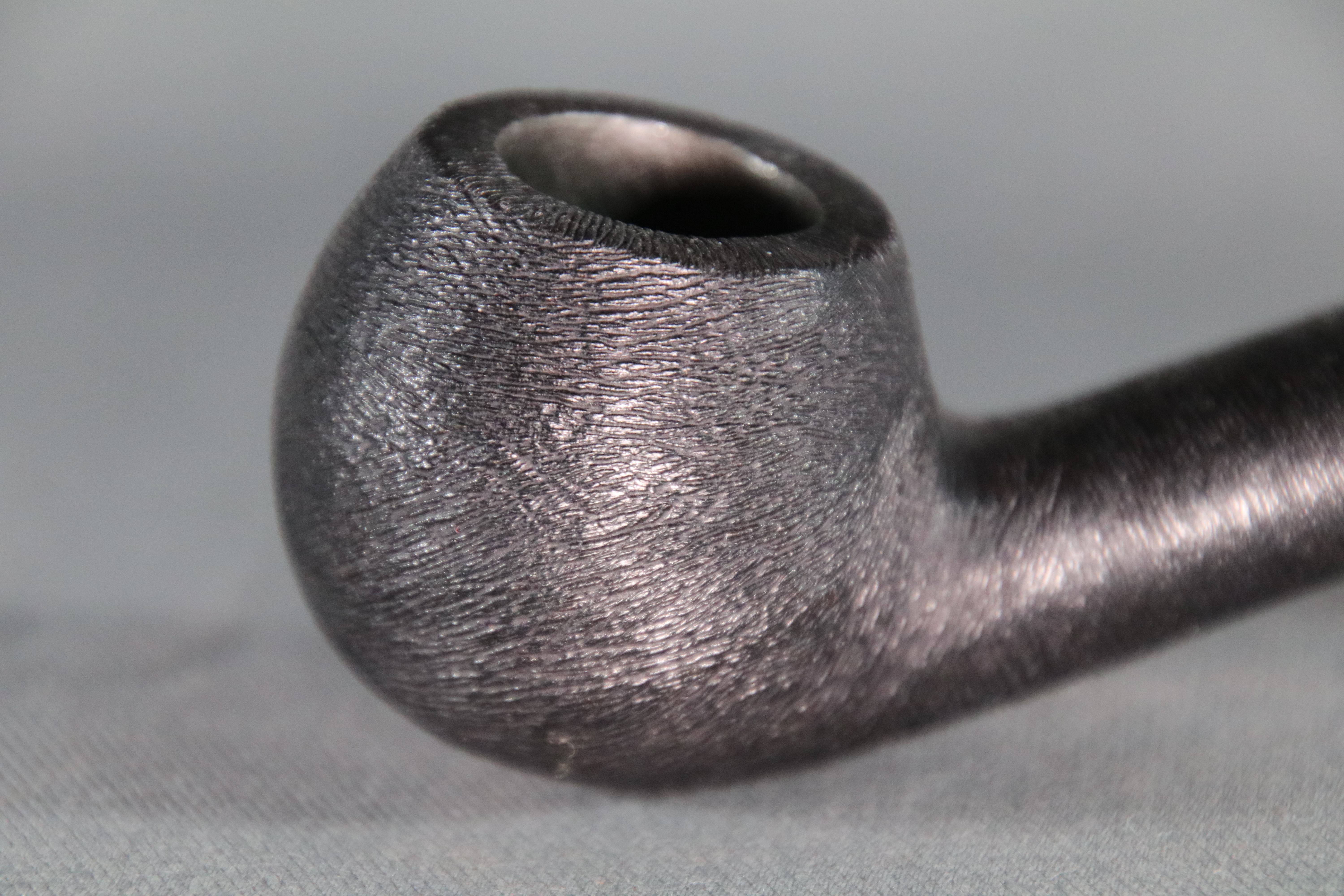
Spazzolata
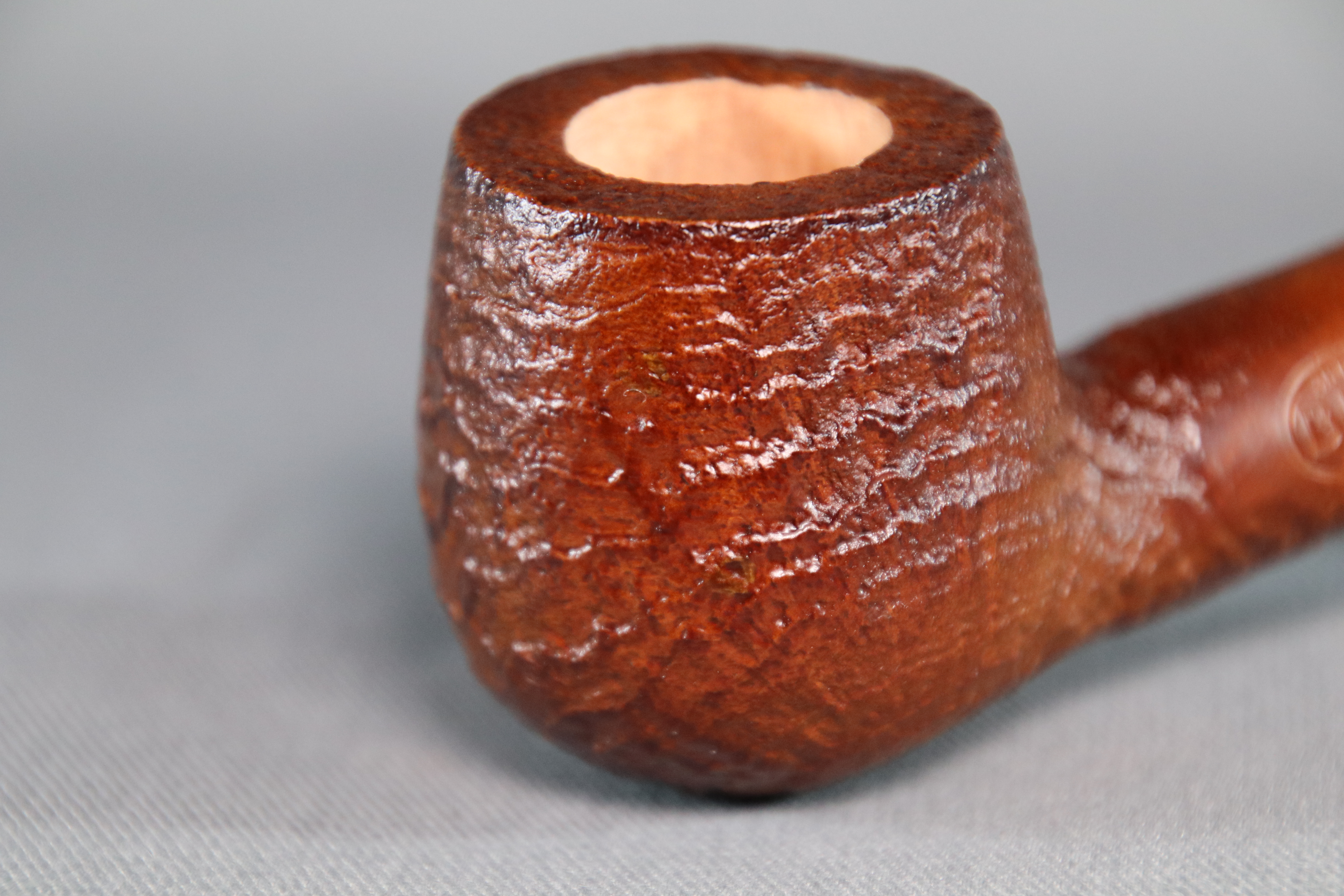
Sabbiata
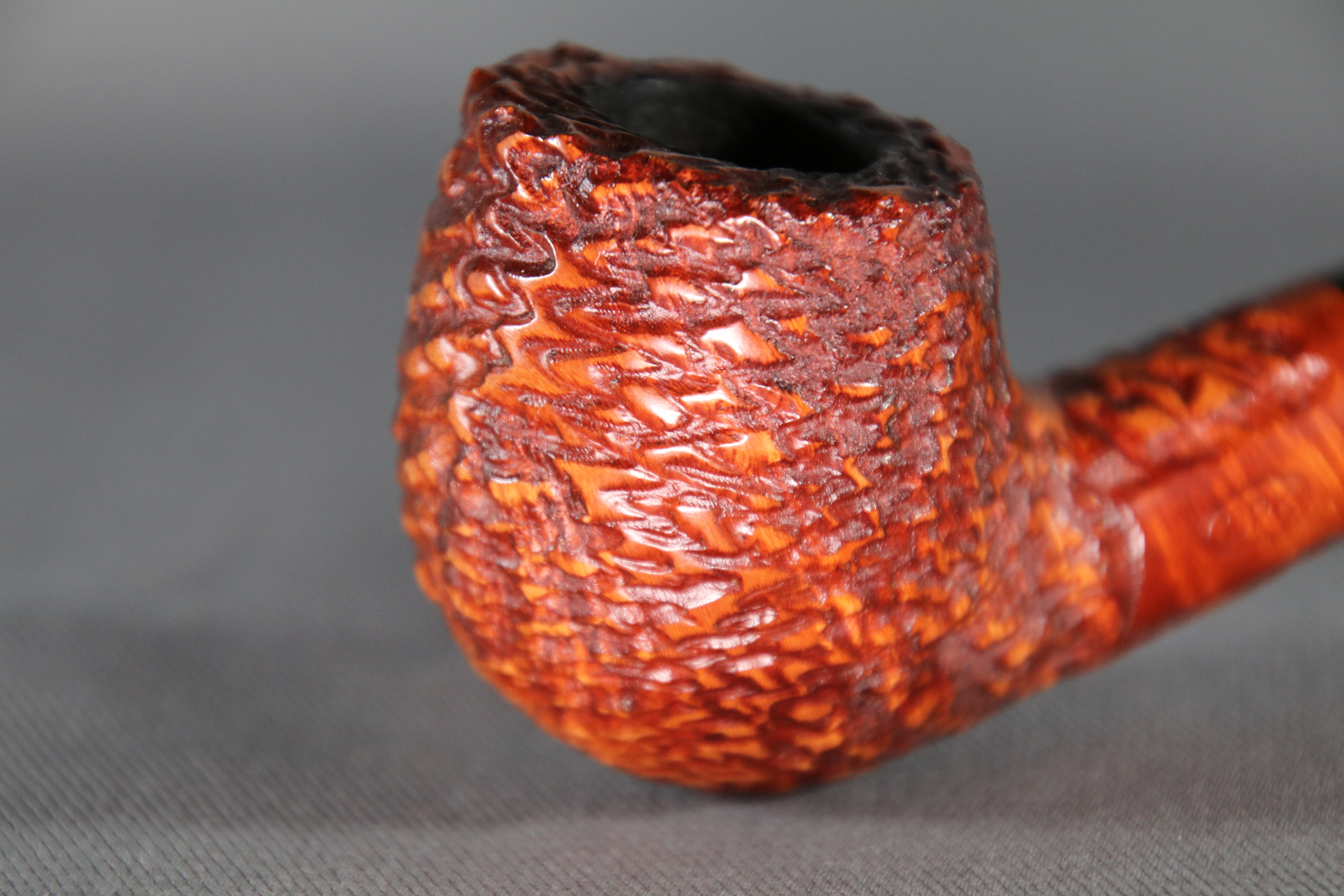
Rusticata

## Utilizzo della pipa

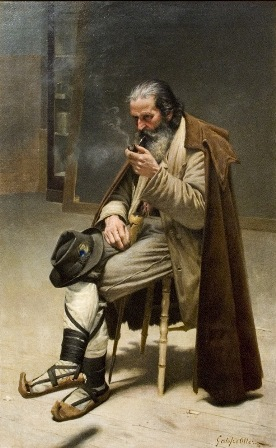
Ritratto con pipa, F. Galofré.

Nel fumare la pipa il fumo non viene inspirato, ma lentamente assaporato nella bocca con tirate lente, ritmate e mai profonde, quanto più possibili regolari e rilassate. La regola generale impone che il miglior momento di effettuare una tirata sia l'istante in cui la pipa sta per spegnersi; in questo modo si assicura una riduzione dell'aumento di temperatura (fattore importante per non alterare il sapore del tabacco e per evitare irritazione alle mucose della bocca). Più fredda si tiene la pipa e meglio si assaporano le sfumature del gusto del tabacco, e più lento e regolare è il ritmo delle boccate, maggiore l'effetto rilassante della fumata. 
Laddove sigarette e sigari, in virtù della loro specifica morfologia, offrono alla brace in combustione un'alta superficie (la brace brucia circondata dall'aria dell'ambiente), il tabacco nella pipa riceve aria solamente dall'apertura del fornello. Ciò implica una maggiore difficoltà nel mantenere accesa la brace, soprattutto per i principianti e ancor di più per le persone abituate al consumo di sigarette (in cui le boccate sono spesso veloci e profonde). 
Esistono delle competizioni internazionali (gare di "lento fumo"), aventi come scopo vincente il mantenimento della pipa accesa senza riaccensioni intermedie, durante le quali i fumatori più esperti superano spesso le 3 ore di fumo per una pipa standard da 3 grammi di tabacco, ma anche un fumatore di media esperienza, sia pure con qualche riaccensione (che, se immediata, non incide sul gusto del tabacco) può agevolmente ottenere con lo stesso quantitativo di tabacco tempi di fumata ampiamente superiori ad un'ora.

## Rischi per la salute
Come nel caso di altri prodotti da fumo, l'uso della pipa costituisce un rischio per la salute di coloro che fumano. Gli effetti nocivi del fumo da pipa non colpiscono tanto i polmoni quanto i tratti superiori del sistema respiratorio. Questi includono bronchite cronica, cancro ai polmoni, cancro alla laringe e cancro alla gola o al cavo orale.
In Canada, Europa e Australia i tabacchi per pipa sono soggetti alle stesse leggi sulle sigarette che impongono ai produttori di mettere un avvertimento su ogni confezione. In genere sono giudicati come una valida alternativa alle sigarette perché il loro fumo non va inalato, la frequenza con cui vanno fumati è minore e anche perché risultano assenti componenti tossici come i prodotti di combustione, riducendo in questo modo il rischio di contrarre tumori ai polmoni; inoltre, la bassa temperatura del fumo aiuta a ridurre la formazione di idrocarburi policiclici aromatici dal potere cancerogeno. Tuttavia le autorità sanitarie mettono fortemente in guardia i fumatori di pipa (come anche quelli di sigaro) sul rischio di contrarre possibili tumori del cavo orale, dovuti al fatto di trattenere il fumo in bocca, e i ricercatori hanno determinato la probabilità di sviluppare nove tipi di tumore (della vescica, del colon, dell'esofago, dei reni, della laringe, dei polmoni, dell'orofaringe, del pancreas e dello stomaco) e altre malattie cardiache, cerebrovascolari e polmonari, per i fumatori di pipa rispetto ai non fumatori.
Uno studio inglese ha messo in relazione il fumo da pipa con l'eventualità di Infarto Miocardico e Ictus, le neoplasie maligne, e la mortalità totale. Ad una analisi comparativa con i non fumatori, sia di sigarette che di pipa e sigari, è stato dimostrato un rischio significativamente più alto di eventi per la categoria dei fumatori. Gli effetti del fumo di pipa e sigaro si sono dimostrati intermedi, come fattore di rischio, tra i non fumatori e i fumatori di sigarette.